# Karak-Syndrom
Das Karak-Syndrom  ist eine sehr seltene angeborene, ursprünglich als eigenständiges Syndrom beschriebene Krankheit mit Mutationen im PLA2G6-Gen auf Chromosom 22 Genort q13.1. und wird als Unterform der Infantilen neuroaxonalen Dystrophie angesehen.
Die Bezeichnung bezieht sich auf den Wohnort Karak in Jordanien der beschriebenen Familie.
Synonyme sind: englisch Early-onset progressive cerebellar ataxia dystonia spasticity and intellectual decline; Atypical neuroaxonal dystrophy